# Jesse Leonard Greenstein
Jesse Leonard Greenstein (15 ottobre 1909 – 21 ottobre 2002) è stato un astronomo statunitense.
Ha iniziato la propria carriera all'Osservatorio Yerkes sotto la supervisione di Otto Struve e più tardi al California Institute of Technology. Con Louis George Henyey inventò un nuovo tipo di Spettrometro. Condusse studi sulla polarizzazione della luce stellare ed, insieme a Maarten Schmidt, fu il primo a condurre studi approfonditi sulle quasar.

## Onorificenze
- Henry Norris Russell Lectureship dell'American Astronomical Society (1970)
- Bruce Medal (1971)
- Gold Medal of the Royal Astronomical Society (1975)